# Prêmio Georg Büchner
O Prêmio Georg Büchner (ou Prêmio Büchner, em alemão: Georg-Büchner-Preis) é o mais importante prêmio literário da literatura alemã. Seu nome homenageia o escritor e dramaturgo alemão Georg Büchner (1813 - 1837). O prêmio foi fundado em 1923, na época da República de Weimar, pela câmara de deputados do Estado Popular de Hesse (extinto em 1946, hoje: Hesse) para decorar artistas ligados com Hessen. Entre 1933 e 1944 o prêmio foi substituído por um prêmio da cidade alemã Darmstadt.
Desde 1951 o Georg-Büchner-Preis é um prêmio literário concedido anualmente pela Academia Alemã de Língua e Poesia (em alemão: Deutsche Akademie für Sprache und Dichtung). A doação de 3.000 marcos alemães em 1951 subiu até 2004 para 40.000 Euros, sendo assim um dos mais dotados prêmios literários da Alemanha.

## Premiados (1923 - 1950)
- 1923 - Adam Karrillon (1853–1938) & Arnold Ludwig Mendelssohn (1855–1933; compositor)
- 1924 - Alfred Bock (1859–1932) & Paul Thesing (1882–1954; pintor)
- 1925 - Wilhelm Michel (1877–1942) & Rudolf Koch (1876–1934; caligrafista)
- 1926 Christian Heinrich Kleukens (1880–1954; printador) & Wilhelm Petersen (1890–1957; compositor)
- 1927 - Kasimir Edschmid (1890–1966) & Johannes Bischoff (cantor lírico)
- 1928 - Richard Hoelscher (1867–1943; pintor) & Well Habicht (escultor)
- 1929 - Carl Zuckmayer (1896–1977) & Adam Antes (escultor)
- 1930 - Nikolaus Schwarzkopf (1884–1962) & Johannes Lippmann (pintor)
- 1931 - Alexander Posch (Maler) & Hans Simon (compositor)
- 1932 - Albert H. Rausch (pseudónimo: Henry Benrath; 1882–1949) & Adolf Bode (pintor)
- 1933–1944 sem premiação
- 1945 - Hans Schiebelhuth (1895–1944)
- 1946 - Fritz Usinger (1895–1982)
- 1947 - Anna Seghers (1900–1983)
- 1948 - Hermann Heiß (pseudónimo: Georg Frauenfelder; 1897–1966; compositor)
- 1949 - Carl Gunschmann (pintor)
- 1950 - Elisabeth Langgässer (1899–1950), póstumo

## Premiados (1951 -)
- 1951 - Gottfried Benn (1886–1956)
- 1952 sem premiação
- 1953 - Ernst Kreuder (1903–1972)
- 1954 - Martin Kessel (1901–1990)
- 1955 - Marie Luise Kaschnitz (1901–1974)
- 1956 - Karl Krolow (1915–1999)
- 1957 - Erich Kästner (1899–1974)
- 1958 - Max Frisch (1911–1991)
- 1959 - Günter Eich (1907–1972)
- 1960 - Paul Celan (1920–1970)
- 1961 - Hans Erich Nossack (1901–1977)
- 1962 - Wolfgang Koeppen (1906–1996)
- 1963 - Hans Magnus Enzensberger (1929−2022)
- 1964 - Ingeborg Bachmann (1926–1973)
- 1965 - Günter Grass (1927–2015)
- 1966 - Wolfgang Hildesheimer (1916–1991)
- 1967 - Heinrich Böll (1917–1985)
- 1968 - Golo Mann (1909–1994)
- 1969 - Helmut Heißenbüttel (1921–1996)
- 1970 - Thomas Bernhard (1931–1989)
- 1971 - Uwe Johnson (1934–1984)
- 1972 - Elias Canetti (1905–1994)
- 1973 - Peter Handke (* 1942) (doação devolvida em 1999)
- 1974 - Hermann Kesten (1900–1996)
- 1975 - Manès Sperber (1905–1984)
- 1976 - Heinz Piontek (1925–2003)
- 1977 - Reiner Kunze (* 1933)
- 1978 - Hermann Lenz (1913–1998)
- 1979 - Ernst Meister (1911–1979), póstumo
- 1980 - Christa Wolf (1929–2011)
- 1981 - Martin Walser (1927–2023)
- 1982 - Peter Weiss (1916–1982), póstumo
- 1983 - Wolfdietrich Schnurre (1920–1989)
- 1984 - Ernst Jandl (1925–2000)
- 1985 - Heiner Müller (1929–1995)
- 1986 - Friedrich Dürrenmatt (1921–1990)
- 1987 - Erich Fried (1921–1988)
- 1988 - Albert Drach (1902–1995)
- 1989 - Botho Strauß (* 1944)
- 1990 - Tankred Dorst (1925–2017)
- 1991 - Wolf Biermann (* 1936)
- 1992 - George Tabori (1914–2007)
- 1993 - Peter Rühmkorf (1929–2008)
- 1994 - Adolf Muschg (* 1934)
- 1995 - Durs Grünbein (* 1962)
- 1996 - Sarah Kirsch (1935–2013)
- 1997 - Hans Carl Artmann (1921–2000)
- 1998 - Elfriede Jelinek (* 1946)
- 1999 - Arnold Stadler (* 1954)
- 2000 - Volker Braun (* 1939)
- 2001 - Friederike Mayröcker (1924–2021)
- 2002 - Wolfgang Hilbig (1941–2007)
- 2003 - Alexander Kluge (* 1932)
- 2004 - Wilhelm Genazino (1943–2018)
- 2005 - Brigitte Kronauer (1940–2019)
- 2006 - Oskar Pastior (1927–2006), póstumo
- 2007 - Martin Mosebach (* 1951)
- 2008 - Josef Winkler (* 1953)
- 2009 - Walter Kappacher (1938–2024)
- 2010 - Reinhard Jirgl (* 1953)
- 2011 - Friedrich Christian Delius (1943–2022)
- 2012 - Felicitas Hoppe (* 1960)[3]
- 2013 - Sibylle Lewitscharoff (1954−2023)
- 2014 - Jürgen Becker (1934–2024)
- 2015 - Rainald Goetz (* 1954)
- 2016 - Marcel Beyer  (* 1965)
- 2017 - Jan Wagner (* 1971)
- 2018 - Terézia Mora (* 1971)
- 2019 - Lukas Bärfuss (* 1971)
- 2020 - Elke Erb (1938–2024)
- 2021 - Clemens J. Setz (* 1982)
- 2022 - Emine Sevgi Özdamar (* 1946)
- 2023 - Lutz Seiler (* 1963)
- 2024 - Oswald Egger (* 1963)
- 2025 - Ursula Krechel (* 1947)